# Martha E. Pollack

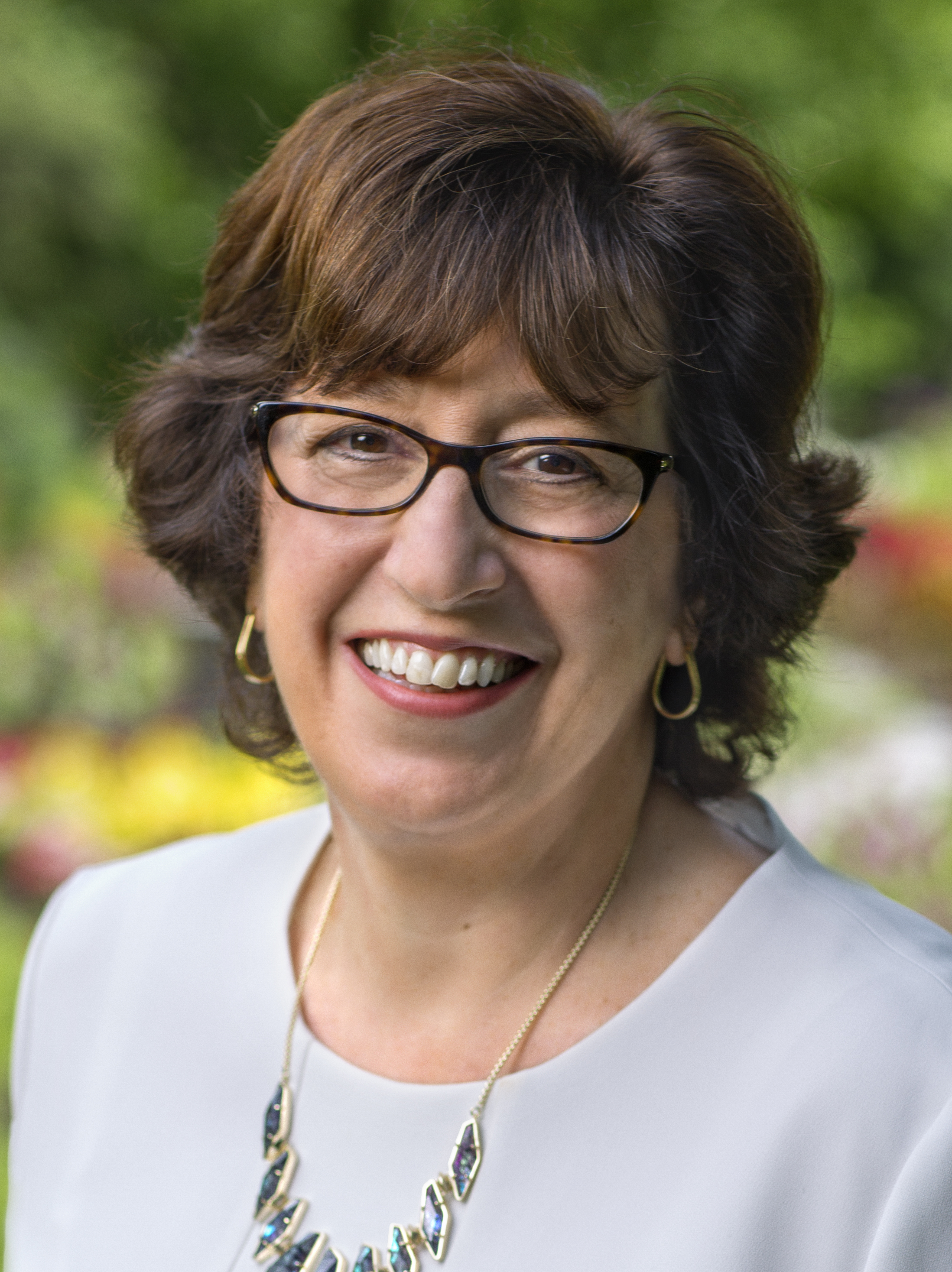
Martha E. Pollack, 2017

Martha Elizabeth Pollack (* 27. August 1958 in Stamford, Connecticut) ist eine US-amerikanische Informatikerin.
Pollack studierte Linguistik am Dartmouth College mit dem Bachelor-Abschluss 1979 und Informatik an der University of Pennsylvania mit dem Master-Abschluss und der Promotion 1986 bei Bonnie Webber und Barbara Grosz (Inferring domain plans in question answering). 1985 bis 1992 war sie bei SRI International, ab 1991 Associate Professor und ab 1999 Professor an der University of Pittsburgh (ab 1998 Direktorin des Intelligent Systems Program) und ab 2000 Professorin an der University of Michigan, wo sie von 2007 bis 2010 Dekanin der School of Information war und 2013 Provost und Executive Vice President of Academic Affairs. 2017 wurde sie Präsidentin der Cornell University.
Sie befasst sich mit Künstlicher Intelligenz, speziell automatisierter Planung, Verarbeitung natürlicher Sprachen, temporaler Logik, Expertensystemen und Constraint Satisfaction und Anwendungen für Menschen mit kognitiven Problemen (wie Demenz), zum Beispiel für die Diagnose aus Alltagsbeobachtungen.
1991 erhielt sie den  IJCAI Computers and Thought Award. Sie ist Fellow der Association for Computing Machinery, der American Association for the Advancement of Science und der AAAI, deren Präsident sie 2009/10 war. 1997 hatte sie den Program Chair der IJCAI (und damit Herausgeberin der Proceedings of the Fifteenth International Joint Conference on Artificial Intelligence). 2022 wurde Pollack in die American Academy of Arts and Sciences gewählt.
Von 2001 bis 2005 gab sie das Journal of Artificial Intelligence Research heraus.